# Саміт Землі
Саміт Землі (також відомий як Конференція Організації Об'єднаних Націй з питань довкілля та розвитку, або Саміт у Ріо та порт. ECO-92) був найбільшою конференцією Організації Об'єднаних Націй (ООН), яка проходила у місті Ріо-де-Жанейро з 3 по 14 червня 1992 року. У заході взяли участь понад 8 тисяч делегатів і близько 3 тисяч представників неурядових міжнародних організацій. Гасло конференції було «Наш останній шанс врятувати планету». Саме ця подія стала наймасштабнішою серед усіх міжнародних зустрічей з питань навколишнього середовища.

## Історія
Саміт Землі був створений як реакція держав-членів Організації Об'єднаних Націй на потребу міжнародного співробітництва в сфері розвитку після завершення холодної війни. Оскільки проблеми, пов'язані зі стійкістю, були надто серйозними для окремих держав-членів, вони вирішили, що спільні зусилля у сфері співпраці були необхідні.
Саміти Землі — це зустрічі світових лідерів, які відбуваються раз на 10 років, починаючи з 1972 року, за підтримки Організації Об'єднаних Націй з метою визначення способів сприяння сталому розвитку на світовому рівні . Результатом цих зустрічей стали програми розвитку на період 2000-2015 роки і глобальні цілі на 2015-2030 роки. Перший саміт відбувся у Стокгольмі в 1972 році, другий — у Найробі (Кенія) в 1982 році, третій — у Ріо-де-Жанейро в 1992 році, а четвертий — у Йоганнесбурзі (Південна Африка) в 2002 році. Останній саміт Землі, відомий як «Ріо + 20», відбувся також у Ріо-де-Жанейро в 2012 році.

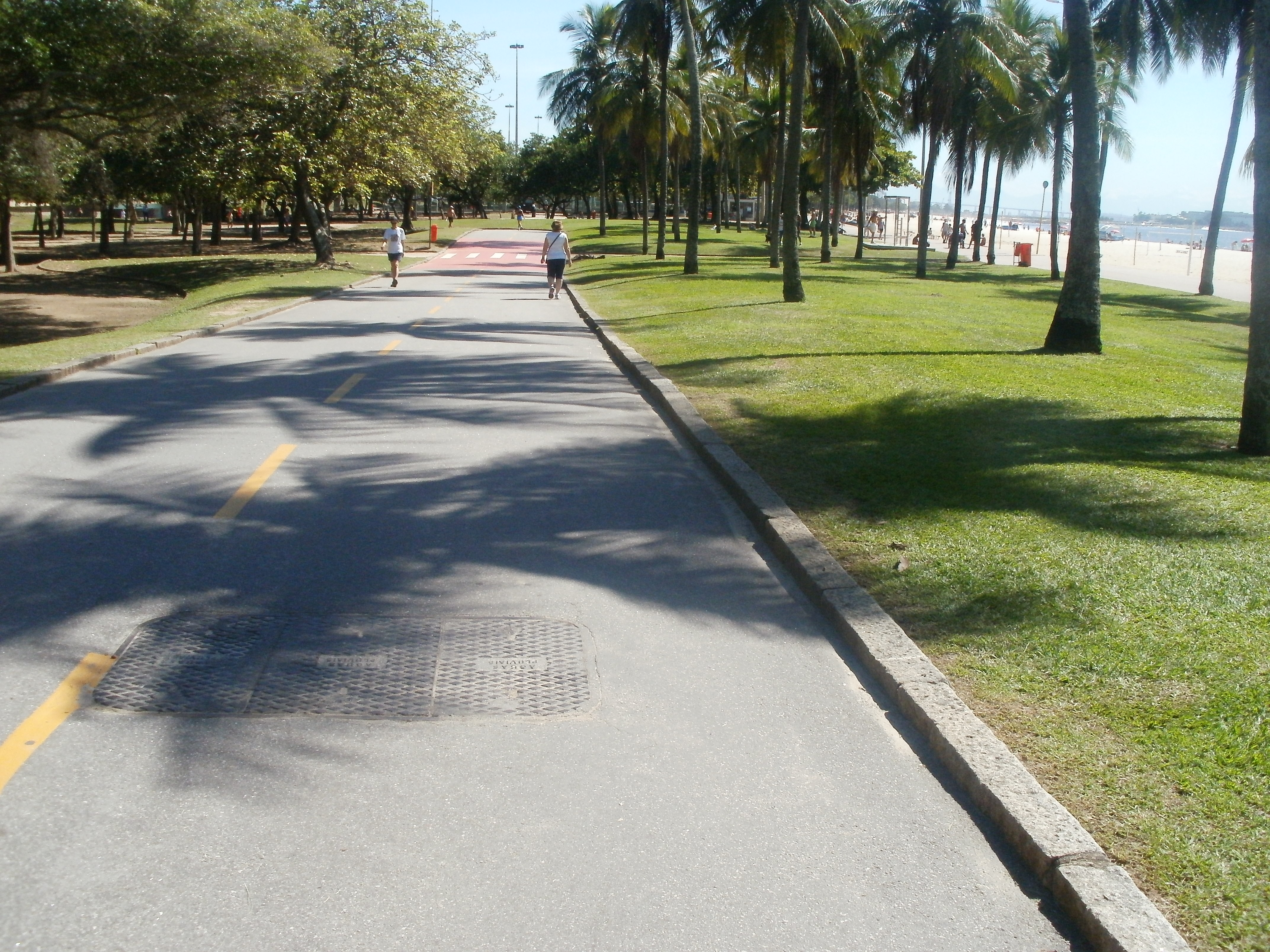
Атерро-ду-Фламенго, місце зустрічі неурядових організацій

Подібні зустрічі на найвищому рівні мають надзвичайну важливість, оскільки вони сприяють формуванню глобальної культури поваги до навколишнього середовища. Спільно з Організацією Об'єднаних Націй вони спрямовані на демонстрацію спільної здатності до управління та привертання уваги до гуманітарних тем і найбільш актуальних проблем .

## Обговорювані питання на Саміті Землі
- Вивчення моделей виробництва, зокрема виробництва токсичних компонентів, таких як свинець у бензині та отруйних відходів, включаючи радіоактивні хімічні речовини;
- альтернативні джерела енергії для заміни викопного палива, відходи якого пов'язані з глобальною зміною клімату;
- поширення довіри до систем громадського транспорту з метою скорочення викидів від транспортних засобів, позбавлення пробок та проблем зі здоров'ям, викликаних забрудненим повітрям та газами;
- зростаюче використання й обмежений запас води.

Найважливішим досягненням саміту стала угода щодо Рамкової конвенції про зміну клімату (РКЗК), яка призвела до підписання Кіотського протоколу та Паризької угоди . Вона була підписана понад 180 країнами, включно з країнами колишнього СРСР. Суть ще однієї угоди полягала в тому, щоб не проводити жодних дій на землях корінних народів, які могли б призвести до погіршення стану довкілля або були б недоречні в культурному відношенні.
У Ріо також було підписано та затверджено Декларацію з навколишнього середовища та розвитку, що складається з 27 пунктів.  У ній прописані зобов'язання країн за основними принципами досягнення сталого розвитку та безпечного майбутнього. Декларація стала одним із основних документів екологічного права для більшості країн світу. На даний момент її підписало 178 країн.
Конвенція про біологічну різноманітність була відкрита для підписання Сторонами 5 червня 1992 року і набула чинності 29 грудня 1993 року. Конвенція переслідує три основні цілі, зокрема: збереження біологічного розмаїття; стале використання його компонентів і справедливий, рівний розподіл вигод від генетичних ресурсів.
Крім цього, на конференції затвердили «Порядок денний на 21 століття» — програму з реалізації світовими урядами концепції глобального сталого розвитку. «Порядок денний» включав 2,5 тисячі рекомендацій з охорони атмосфери, океанів, біорізноманіття, вирішення демографічних проблем, проблеми бідності та структури міжнародної економіки. Для реалізації «Порядку денного на 21 століття» в рамках ООН були створені Комісія та Міжвідомчий комітет зі сталого розвитку  .
Дванадцять міст отримали нагороди місцевих органів влади за інноваційні місцеві екологічні програми. Серед них Садбері в Канаді за його амбітну програму з відновлення екологічних збитків від місцевої гірничодобувної промисловості, Остін у США за стратегію екологічного будівництва та Кітакюсю в Японії за включення міжнародного освітнього та навчального компонента до своєї муніципальної програми боротьби із забрудненням довкілля.